# Saltdal

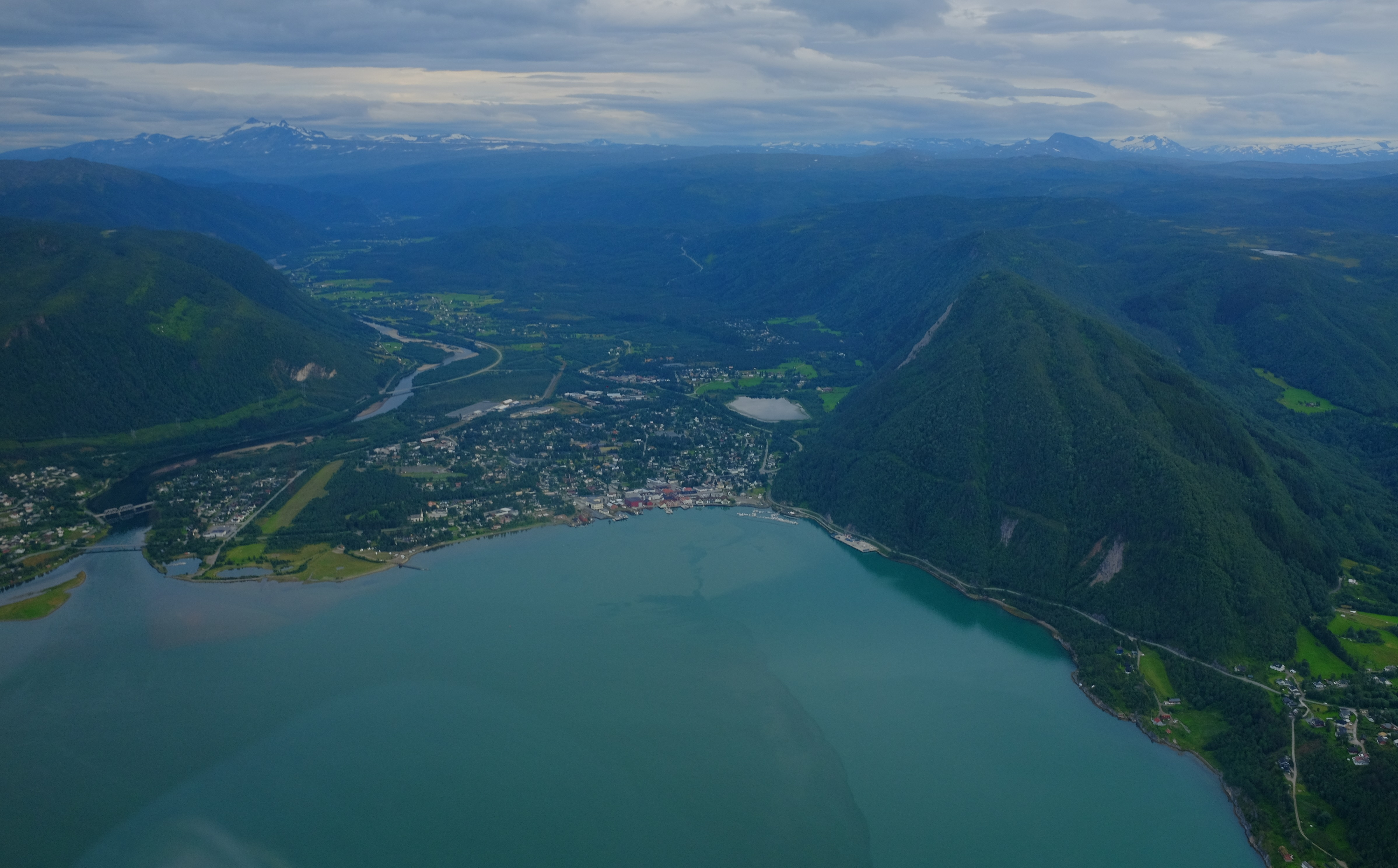

Saltdal là một đô thị hạt Nordland, Na Uy. Nó là một phần của khu vực truyền thống Salten. Trung tâm hành chính của đô thị này là làng Rognan. Saltdal được thành lập như khu đô thị ngày 1 tháng Giêng 1838 (xem formannskapsdistrikt).
Các mẫu tên theo tiếng Norse cổ là Salptardalr. Yếu tố đầu tiên là trường hợp của Salpt thuộc cách tên sông (nay Saltelva) và phần tử cuối cùng là dalr có nghĩa là "thung lũng" hoặc "dale". Ý nghĩa của tên sông không rõ.